# Heiligenbergerbeek

De Heiligenbergerbeek (vroeger: Lunterse Beek) is een beek in het midden van Nederland. Hij begint ten noorden van Woudenberg en stroomt naar Amersfoort. De beek is 8 kilometer lang en ligt op de grens van de Gelderse Vallei en de Utrechtse Heuvelrug. 

Het Heiligenbergerbeekdal heeft een oppervlakte van 300 hectare. Dit beekdal vormt een kwelgebied. Kwelwater uit het gebied rondom Woudenberg wordt afgevoerd via de Woudenbergse Grift, die achter Huize Den Treek in de Heiligenbergerbeek uitkomt.
De stad Amersfoort is ontstaan op de plaats waar de Barneveldse Beek (Flierbeek), met haar zijbeken Modderbeek en Hoevelakense Beek (Klaarwaterbeek), samenkwamen met de Lunterse Beek (later Heiligenbergerbeek) en de Eem vormden. Van deze beken is de Heiligenbergerbeek het best bewaard gebleven.
Vroeger heette de beek de Lunterse beek. Door het graven van het Valleikanaal (1935 – 1939) werd de Lunterse Beek (of Lunterense Beek) in tweeën gedeeld. Het gedeelte ten noorden van Woudenberg heet sindsdien de Heiligenbergerbeek. De beek ontleent zijn naam aan het landgoed Heiligenberg, een van de landgoederen waardoor en waarlangs de beek stroomt. Andere landgoederen zijn: De Boom, Lockhorst en Randenbroek.

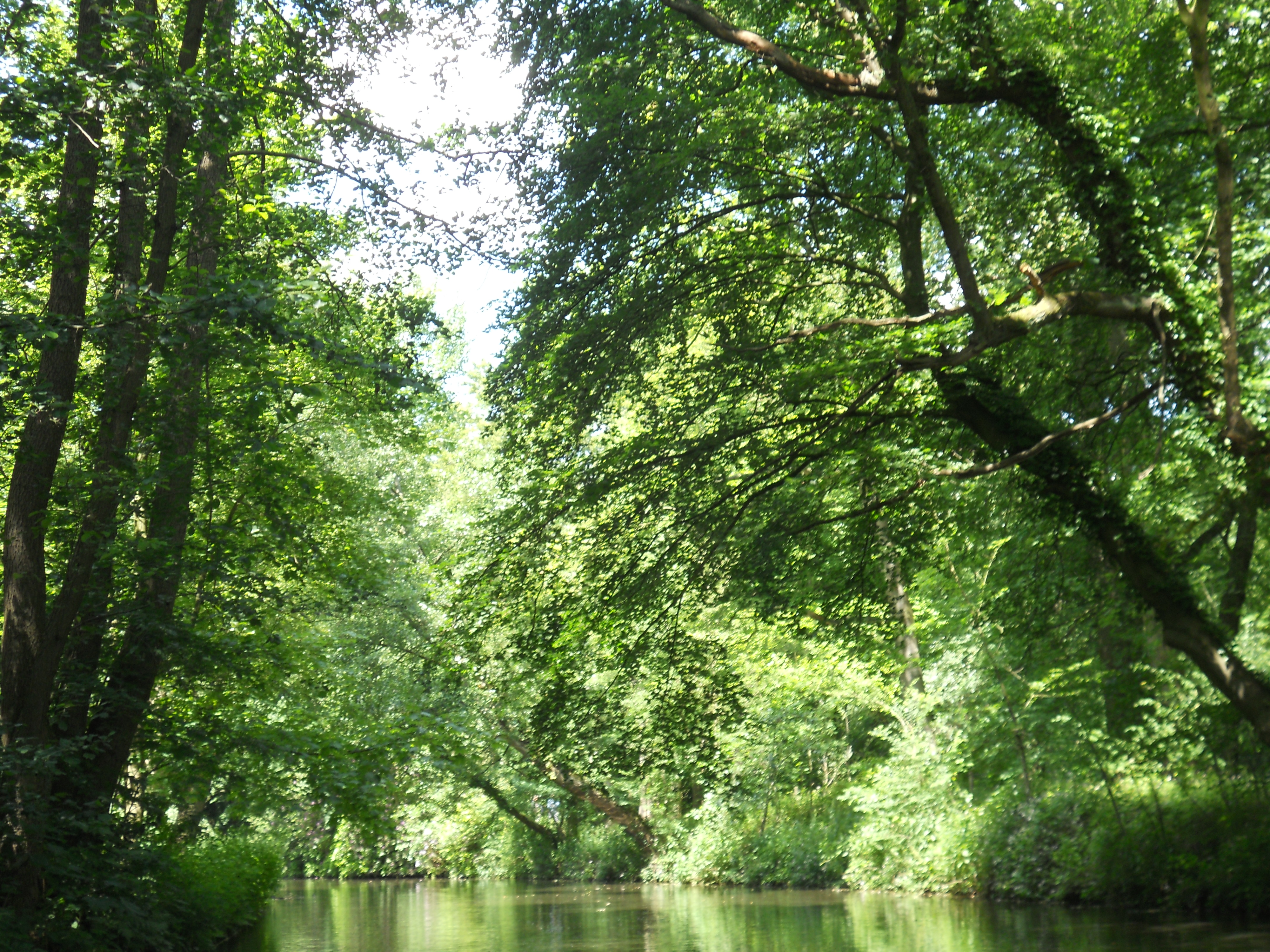
Heiligenbergerbeek nabij park Randenbroek

De Heiligenberg met de directe omgeving heeft de status van archeologisch rijksmonument, vanwege aanwezigheid van de resten van het kloostercomplex Hohorst uit de middeleeuwen en de resten van het landhuis Heiligenberg.
De Heiligenbergerbeek en het dal van de beek hebben een belangrijke functie als ecologische verbindingszone tussen deze landgoederen en andere natuurgebieden in de omgeving, waarvan Den Treek het belangrijkste is. Deze zone loopt door als een groene long in de stedelijke omgeving tot aan het oude, middeleeuwse stadshart van Amersfoort. 

De waterpoort Monnikendam is de plaats waar de beek onder de oude stadsmuur doorgaat.
In 2003 publiceerden drie samenwerkende natuurbeschermingsorganisaties, waaronder Stichting Het Utrechts Landschap, een inrichtingsvisie voor het beekdal onder de titel "Groen op de Grens". Daarin wordt bepleit om de natuur meer ruimte te geven door een aantal terreinen anders in te richten.

## Varia
Joost van den Vondel dichtte in 1657 in De Nachtegael van Amisfort
Natuur verkoos den gront in liefelijcke streecken.
Dat Griecken Tempe love, en d'oude Hengstebron:
ik loof dit lantprieel op 't ruischen van de beecken;
ik loof den Heilgen Bergh, den Duitschen Helikon.